# Rabaka (album)
Rabaka az Elán együttes hetedik nagylemeze 1989-ből, amely Csehszlovákiában jelent meg.
Az album dalai az 1989. június 1-jén bemutatott Rabaka filmhez készültek. A film forgatókönyvét a rendező Dušan Rapos és a dalszövegíró Boris Filan írta.

## Kiadásai
- 1989 LP

## Dalok
1. Od Tatier k Dunaju (Baláž – Filan) – 4:13
2. Čaba neblázni (Ráž – Filan) – 4:38
3. Pretláčanie so životom (Ráž – Filan) – 3:08
4. Rabaka (Ráž – Filan) – 4:44
5. Mucha I. (Baláž – Filan) – 3:25
6. Tele' deti (Baláž – Filan) – 2:54
7. Mucha II. (Karvaš – Filan) – 2:29
8. Spolok cvokov (Ráž – Filan) – 3:54
9. Superuvoľnený (Baláž – Filan) – 5:12
10. Van Goghovo ucho (Baláž – Filan) – 5:54
11. Labute zo Štrkovca (Karvaš – Filan) – 3:16
12. Málo šialené (Karvaš – Filan) – 1:36

## Az együttes tagjai
- Jožo Ráž – basszusgitár, ének
- Jano Baláž – gitár, ének
- Martin Karvaš – billentyűs hangszerek, ének
- Gabriel Szabó – dobok

Közreműködött:
- Anton Jaro – basszusgitár (7)
- E. Balážová – cimbalom (1)
- Ján Lauko – zenei rendező
- Ivan Jombík – hangmérnök
- N. Bóka – technikai vezető
- Štefan Danko – producer
- M. Činovský  – borítóterv
- Z. Jójártová – fényképész